# Кулминация (астрономия)
Вижте пояснителната страница за други значения на кулминация.
Кулминация в астрономията е моментът на преминаване на астрономически обект (например звезда, планета или съзвездие) над небесния меридиан на наблюдателя.
Всеки небесен обект ежедневно видимо се придвижва по окръжна траектория по небесната сфера, поради въртенето на Земята около оста си. Това ще рече, че за едно денонощие даден астрономически обект пресича небесния меридиан на наблюдателя два пъти. Освен при географските полюси, всеки астрономически обект, преминаващ през меридиана, навлиза в горна кулминация, когато достигне най-високата точка над хоризонта, а след 12 часа навлиза в долна кулминация, когато достигне най-ниската такава точка. Времето на кулминацията обикновено се използва в контекста на горната кулминация.
Астрономическата вертикала (A) на обекта в градуси при горната му кулминация е равна на 90 минус географската ширина на наблюдателя (L) плюс деклинацията на обекта (δ):
A = 90° − L + δ

## Слънце
От тропиците и средните географски ширини, Слънцето е видимо в небето при горната си кулминация по пладне и невидимо при долната си кулминация в полунощ. Когато се наблюдава от региона на полярен кръг по време на зимното слънцестоене в съответното полукълбо, Слънцето се намира под хоризонта и при двете си кулминации.